# ذكرى القمري
ذكرى القمري هي لاعبة كرة قدم تونسية تلعب في مركز الدفاع لنادي الجمعية الرياضية لبنك الإسكان ومنتخب تونس للسيدات.

## مسيرتها الكروية
لعبت ذكرى لصالح نادي الاتحاد الرياضي التونسي والجمعية الرياضية لبنك الإسكان في تونس.

## مسيرتها الدولية
لعبت ذكرى على المستوى الدولى مع منتخب تونس في تصفيات كأس الأمم الإفريقية للسيدات (2012 و2014).

### الأهداف الدولية
أهداف ونتائج منتخب تونس مُدرجة أولاً
| #. | التاريخ        | المكان                                 | الخصم | الهدف | النتيجة | المنافسة                          | مراجع |
| -- | -------------- | -------------------------------------- | ----- | ----- | ------- | --------------------------------- | ----- |
| 1  | 14 فبراير 2014 | مركز تدريب الأهلي، مدينة 6 أكتوبر، مصر | مصر   | 2–0   | 3–0     | تصفيات بطولة أفريقيا للسيدات 2014 |       |